# Jan Enjebo
Jan Enjebo, né le 14 février 1958, à Solna, en Suède, est un joueur et entraîneur suédois de basket-ball. Il évolue durant sa carrière au poste d'ailier.

## Palmarès
Entraîneur
- Coupe du Luxembourg 2006, 2009, 2012, 2013